# Myrmecomymar
Myrmecomymar is een geslacht van vliesvleugeligen uit de familie Mymaridae. De wetenschappelijke naam van dit geslacht is voor het eerst geldig gepubliceerd in 1990 door Yoshimoto.

## Soorten
Het geslacht Myrmecomymar is monotypisch en omvat slechts de volgende soort:
- Myrmecomymar masneri Yoshimoto, 1990